# Katastrofa lotu British Airtours 28M
Katastrofa lotu British Airtours 28M – był to niedoszły pasażerski lot zaplanowany na 22 sierpnia 1985 roku z lotniska Manchester International Airport w  Manchesterze w Wielkiej Brytanii do Corfu International Airport na wyspie Korfu. W samolocie znajdowało się wówczas 131 pasażerów oraz 6 członków załogi. Większość pasażerów stanowili wczasowicze udający się na wakacje do Grecji.

## Przebieg katastrofy
W czasie startu, gdy samolot rozpędzał się na pasie startowym, załoga i pasażerowie usłyszeli głośny huk dobiegający z lewej strony samolotu. Sądząc, że to awaria opony, kapitan zdecydował się na zatrzymanie maszyny i opuszczenie pasa startowego. W momencie zjazdu z pasa, załoga zorientowała się, że płonął silnik nr 1 z lewej strony. 
Niefortunne ustawienie samolotu pod wiatr spowodowało podsycenie ognia, który ogarnął tylną część samolotu. Do wnętrza wdarł się gryzący dym zawierający m.in. cyjanowodór i tlenek węgla oraz płomienie.
W wyniku pożaru, toksycznego dymu oraz paniki, spowodowanej zablokowaniem się jednych z drzwi ewakuacyjnych, śmierć poniosło 55 osób, w tym 53 pasażerów i 2 członków załogi. 48 osób zmarło z powodu zatrucia dymem, a 7 osób zmarło w wyniku rozległych poparzeń ciała.

## Przyczyny
Śledztwo wskazało, że główną przyczyną wypadku była usterka części komory spalania w silniku. Oderwana część osłony uderzyła w zbiornik paliwa, z którego paliwo wylało się bezpośrednio na rozgrzane elementy silnika i zapaliło silnik. Dokumenty wykazały również, że feralna część była już wcześniej naprawiana poprzez zaspawanie pęknięć na jej powierzchni i powtórnie uległa awarii. 

## Skutki dla lotnictwa
Po katastrofie zainteresowano się również dużą liczbą ofiar spowodowaną pośrednio przez panikę. Dowiedziono w serii eksperymentów, że wyjścia ewakuacyjne były zbyt wąskie, co powodowało blokowanie się ludzi uciekających z płonącego samolotu. Doświadczenia pokazały, że poszerzenie wyjścia o 15 cm (do 75 cm) powoduje znaczne usprawnienie ewakuacji pasażerów. Były to zalecenia dla producentów samolotów, które zostały wprowadzone.